# Огляд літератури
Огляд літератури або літературний огляд — різновид оглядової статті, наукова робота, що представляє сучасні знання, включаючи суттєві висновки, а також теоретичні та методологічні внески до певної теми. Огляди літератури є вторинними джерелами і не повідомляють про нові або оригінальні експериментальні роботи. Найчастіше пов'язані з науково-орієнтованою літературою, такі огляди можна знайти в академічних журналах і їх не слід плутати з рецензіями на книги, які також можуть з'являтися у таких виданнях. Огляди літератури є основою для досліджень майже у кожній науковій галузі. Огляд літератури вузького обсягу може бути включений як частина рецензованої статті журналу, що представляє нові дослідження, що слугують для розміщення поточного дослідження в тілі відповідної літератури та забезпечення контексту для читача. У такому випадку огляд зазвичай передує розділам роботи з методологією та результатами.
Підготовка огляду літератури може також бути частиною роботи аспірантів, у тому числі при підготовці дисертації, дипломної роботи чи статті в журналі. Огляди літератури також часто зустрічаються в пропозиції дослідження або проспекті (документ, який затверджується до того, як студент офіційно розпочне дипломну роботу або дисертацію).

## Типи
Основними видами оглядів літератури є: оцінювальна, дослідницька та інструментальна.
Четвертий тип, систематичний огляд, часто класифікується окремо, але, по суті, є оглядом літератури, зосередженим на дослідницькому питанні, намагаючись виявити, оцінити, відібрати та синтезувати всі якісні наукові дані та аргументи, що мають відношення до цього питання. Мета-аналіз — це, як правило, систематичний огляд із використанням статистичних методів для ефективного поєднання даних, що використовуються у всіх вибраних дослідженнях, для отримання більш надійного результату.
Torraco (2016) описує інтегративний огляд літератури. Метою інтегративного огляду літератури є отримання нових знань з даної теми за допомогою процесу огляду, критики, а потім синтезу досліджуваної літератури.

## Процес і продукт
Shields та Rangarajan (2013) розрізняють процес перегляду літератури та готову роботу або продукт, відомий як огляд літератури:193–229.  Процес перегляду літератури часто триває та інформує про багато аспектів емпіричного дослідницького проєкту.
Процес перегляду літератури вимагає різних видів діяльності та способів мислення. Shields and Rangarajan (2013) та Granello (2001) пов'язують діяльність з огляду літератури з переглянутою систематикою когнітивних функцій Бенджаміна Блума (способи мислення: запам'ятовування, розуміння, застосування, аналіз, оцінка та створення).